# Église Saint-Barthélemy de Créon-d'Armagnac
 (septembre 2019).
L'église Saint-Barthélémy est une église de la première moitié du XIIIe siècle à Créon-d'Armagnac, en France. 

## Histoire
Tout comme le château, l'église de Créon fut d'abord détruite et incendiée par le Prince noir en 1355, comme le rapporte le procès-verbal de l'expédition conservé aux archives de Londres. 
Ravagée par les huguenots, puis par les frondeurs, elle fut reconstruite par les soins de Paule de Bezolles, vicomtesse de Juliac (1694).
Le pouillé du diocèse d'Aire cite Créon comme annexe de Saint-Pierre de Juliac, c'est-à-dire La Grange. Mais Créon a eu ses curés particuliers dont voici la liste :
- 1636 Jean Ducros ;
- 1644 Vincent Delapalme ;
- 1658 Nicolas Barat ;
- 1661 Antoine de Guichené ;
- 1694 De Vergès.